# بروس جونسون
بروس جونسون (بالإنجليزية: Bruce Johnson)‏ هو محامي وسياسي أمريكي، ولد في 25 مايو 1960 في كولومبوس في الولايات المتحدة. حزبياً، نشط في الحزب الجمهوري. وقد انتخب نائب حاكم ولاية أوهايو ‏.